# Mommolino di Fleury
Mommolino di Fleury, o anche Mummolo o Mummolino (VII secolo – 678 o 679), è stato un monaco cristiano e abate franco.
Fu abate di Fleury (Saint-Benoît-sur-Loire) dal settembre del 632 al gennaio 663.

## Biografia
Nel 660 egli organizzò una spedizione per traslare le reliquie di san Benedetto dall'abbazia di Montecassino a quella di Fleury. Al termine della sua vita effettuò un pellegrinaggio a San Giacomo di Compostela. Spossato, si diresse verso il Béarn, poi attraversò le Landes de Gascogne. Fermatosi ad Aureilhan, compì il miracolo di far sgorgare acqua da terra creando una sorgente. Al suo arrivo a Bordeaux, venne subito accolto dai benedettini dell'abbazia di Santa Croce di Bordeaux. Qui acquistò la fama di santità, già prima di morire. I bordolesi si recarono numerosi ad ossequiarlo, attribuendogli tutti i benefici da loro ricevuti..

## Iconografia e ricorrenza
L'iconografia di questo santo è rara: uno dei pochi casi si trova nella chiesa di Santa Croce di Bordeaux, ove una tavola del pittore francese Guillaume Cureau mostra San Mommolino che guarisce un posseduto, datata 1647.
La ricorrenza è data per il 18 novembre, secondo il testo dello Sgarbossa, l'8 agosto secondo altri.